# Yard Act
Yard Act ist eine britische Indie-Rock-Band aus Leeds. Anfang 2022 hatten sie ihren Durchbruch mit dem Debütalbum The Overload.

## Bandgeschichte
Der Sänger James Smith und Bassist Ryan Needham starteten Yard Act 2019 als Duo. Als sie ihren Stil gefunden hatten, holten sie Sam Shipstone und Jay Russell als Gitarrist bzw. Schlagzeuger dazu. Doch 2020 verhinderte die COVID-19-Pandemie, dass sie auftreten konnten. Deshalb gingen sie ins Aufnahmestudio und begannen über ihr eigenes Label Zen F. C. Singles zu veröffentlichen. Mit dem Song Trapper’s Pelts und im Jahr darauf mit der EP Dark Days mit Songs wie Fixer Upper und Peanuts machten sie sich schnell einen Namen und unterschrieben einen Plattenvertrag bei Island Records. Auch international waren sie in diesem Jahr mit Auftritten erfolgreich und gewannen bei SXSW den Nachwuchspreis für ausländische Bands und beim Reeperbahn Festival den Anchor 2021.
In Erwartung ihres Debütalbums wurden sie von BBC 1 in die Top 10 des Sound of 2022, eine Prognose für den Durchbruch im folgenden Jahr, aufgenommen. Bereits Ende Januar 2022 wurde The Overload veröffentlicht und das Album stieg sofort auf Platz 2 der britischen Charts ein. Die Vinylausgabe stellte in der ersten Woche einen Verkaufsrekord für ein Banddebüt seit 2000 auf.

## Diskografie
Alben

| Jahr | Titel Musiklabel                  | Höchstplatzierung, Gesamtwochen, AuszeichnungChartsChartplatzierungen (Jahr, Titel, Musiklabel, Platzierungen, Wochen, Auszeichnungen, Anmerkungen) | Anmerkungen                           |
| Jahr | Titel Musiklabel                  | UK | Anmerkungen                           |
| ---- | --------------------------------- | --- | ------------------------------------- |
| 2022 | The Overload Island Records       | UK2 (2 Wo.)UK | Erstveröffentlichung: 21. Januar 2022 |
| 2024 | Where’s My Utopia? Island Records | UK4 (1 Wo.)UK | Erstveröffentlichung: 1. März 2024    |

EPs
- 2021: Dark Days
- 2022: 100 % Endurance

Singles
- 2020: The Trapper’s Pelts
- 2021: The Overload
- 2021: Land of the Blind
- 2021: Payday
- 2022: Rich
- 2022: Pour Another
- 2022: 100% Endurance
- 2023: The Trench Coat Museum
- 2023: Dream Job
- 2023: Petroleum
- 2024: We Make Hits
- 2024: When the Laughter Stops (feat. Katy J. Pearson)